# Sarracenia swaniana
Sarracenia swaniana är en flugtrumpetväxtart som beskrevs av Hort. och Nichols. Sarracenia swaniana ingår i släktet flugtrumpeter, och familjen flugtrumpetväxter. Inga underarter finns listade i Catalogue of Life.